# Lucas Gómez (bokser)
Lucas Gómez – gwatemalski bokser, brązowy medalista igrzysk Ameryki Środkowej i Karaibów z roku 1950.

## Kariera
W marcu 1950 roku zdobył brązowy medal na igrzyskach Ameryki Środkowej i Karaibów w Gwatemali.